# 大宝桥
大宝桥，位于中国福建省寿宁县坑度乡小东村，明代始建，清光绪四年（1878年）重建。贯木拱廊屋桥，长44.3米，宽4.6米，单孔，孔跨33.1米。石构桥台。廊屋，悬山顶，山花加披檐，穿斗式木构架，桥面两边设风雨板、栏杆和条凳。廓屋木梁下皮墨书建桥时间、董事、缘道、工匠以及闽浙邻县村民捐款等。2005年5月11日公布为第六批福建省文物保护单位。